# La navidad campestre de Arenita
«La navidad campestre de Arenita» (en inglés: «Sandy's Country Christmas») es el decimotercer y último episodio de la decimocuarta temporada, y el número 306 en total de la serie animada estadounidense Bob Esponja. Se estrenó mediante televisión por cable y streaming en Nickelodeon y Paramount+ respectivamente en Estados Unidos el 2 de diciembre de 2024. En este episodio, la familia de Arenita, de Texas, visita Fondo de Bikini para celebrar la Navidad con ella. Es el tercer episodio de Bob Esponja animado en stop-motion en lugar del formato 2D habitual, tras «It's a SpongeBob Christmas!» y «La leyenda de Fondo Bu-Kini».
El episodio se produjo en stop-motion en el estudio Screen Novelties y fue dirigido por Mark Caballero y Seamus Walsh, dos de los fundadores de la compañía. El estilo de animación se inspiró en los especiales de televisión clásicos de Rankin/Bass. Escrito por Danny Giovannini, «La navidad campestre de Arenita» presenta el debut en la serie de la familia de Arenita, quienes aparecieron por primera vez en la película Al rescate de Fondo de Bikini: La película de Arenita Mejillas (2024). El episodio recibió críticas positivas.

## Producción

### Anuncio y desarrollo
En la Comic Con de Nueva York de octubre de 2024, se anunció que un nuevo episodio especial de Bob Esponja en stop-motion titulado «La navidad campestre de Arenita», se estrenaría en Nickelodeon y Paramount+ en diciembre de ese año. El episodio recibió luz verde para celebrar el 25.º aniversario de la serie y marcaría el debut en la serie de la familia de Arenita, que apareció por primera vez en el largometraje Al rescate de Fondo de Bikini: La película de Arenita Mejillas (2024). Craig Robinson, Johnny Knoxville y Grey Delisle repetirían sus voces de la película.
Al igual que los episodios anteriores en stop-motion, «It's a SpongeBob Christmas!» y «La leyenda de Fondo Bu-Kini», el especial fue animado por Screen Novelties, quienes en ese momento también habían proporcionado algo de animación para las películas y programas derivados. Los codirectores de Screen Novelties, Mark Caballero y Seamus Walsh, comentaron que disfrutaron trabajando con los productores ejecutivos Vincent Waller y Marc Ceccarelli, así como con el resto del equipo de producción de Bob Esponja. Caballero describió al personal de la serie como receptivo a sus «ideas disparatadas» y Ceccarelli elogió la disposición del estudio de animación invitado a aplicar cualquier técnica para lograr la toma perfecta. Waller llamó al estudio el «proveedor alternativo» favorito del equipo, con el que regularmente buscan excusas para trabajar.

### Animación
El estilo de animación se inspiró en los especiales de televisión clásicos de Rankin/Bass. Waller y Ceccarelli le dieron a Screen Novelties la libertad de cambiar ciertas escenas de los tableros para adaptarlas mejor a la animación stop-motion y a la historia. Se incorporaron avances en stop-motion, como el software Dragonframe y la impresión 3D, para ayudar en la producción. Se necesitaron tres meses para construir 68 marionetas nuevas y 300 bocas de reemplazo impresas digitalmente para el especial. TEl estudio se encargó de interpretar los diseños de Ceccarelli para la familia de Arenita, desde Al rescate de Fondo de Bikini hasta este episodio.
Para el episodio, Screen Novelties construyó un muñeco de Bob Esponja con una caja de cartón y lo destruyó con bengalas en el estacionamiento del estudio. De manera similar, para capturar una escena en la que una corona realmente se prende fuego, el equipo se dirigió al estacionamiento por consejo del director de fotografía. Al comienzo de la película, Waller se presenta con el traje de narrador para los primeros planos y alterna entre una marioneta para los planos generales. En una escena en la que Bob Esponja mira fijamente su mano para recordar líneas durante la presentación de Arenita, se muestra una toma de la verdadera mano enguantada de amarillo del animador Robin Walsh. Inspirado en los programas de variedades cursis de los años 60 y 70, el especial incluye a la familia de Arenita en una jug band. Además, el estudio añadió un baile en cuadrilla a la escena del trineo al final del episodio. Ceccarellli disfrutó de la inclusión de música country en la producción del episodio, considerándolo algo novedoso y original para la serie.

## Estreno y recepción
«La navidad campestre de Arenita» fue parte del DVD Bob Esponja: Otros 100 Episodios, que se lanzó el 15 de octubre de 2024. Esto fue antes del estreno del episodio en cable y streaming a través de Nickelodeon y Paramount+ en los Estados Unidos el 2 de diciembre de 2024.
Joel Keller, de Decider, comentó que disfrutó más de Bob Esponja en stop-motion que en su formato tradicional 2D, ya que se sentía menos frenético y más acogedor. Describió el episodio como «un stop-motion fantástico», elogiando las canciones y las voces de las estrellas invitadas, aunque criticando la falta de escenas con Patricio Estrella.  Fernanda Camargo, de Common Sense Media, le dio al episodio una calificación de 3 de 5 estrellas. Elogió la animación y las canciones, pero criticó la historia por ser deficiente. Anime Superhero describió el episodio como «bueno», elogiando la animación pero considerando que la mayoría de los otros elementos eran apenas cumplidores y carentes de calidad en comparación con los episodios navideños anteriores de Bob Esponja.